# Clinio Misserville
Clinio Misserville (Roma, 20 aprile 1921 – Firenze, 18 luglio 1962) è stato un militare italiano, insignito della medaglia d'oro al valor militare a vivente nel corso della seconda guerra mondiale.

## Biografia
Nacque a Roma il 20 aprile 1921.  Di professione orafo specializzato, venne arruolato nel Regio Esercito per svolgere servizio militare di leva nel gennaio 1941 assegnato all'8º Reggimento genio. Nel gennaio 1942, dietro sua domanda, fu inviato alla Scuola paracadutisti di Tarquinia per frequentarvi il 22º Corso e, ottenuto il brevetto di paracadutista, venne assegnato alla 185ª Compagnia minatori guastatori della 185ª Divisione paracadutisti "Folgore". Nel luglio dello stesso anno partì l'Africa Settentrionale Italiana, raggiungendo il fronte ad El Alamein dove rimase gravemente ferito il 10 settembre successivo mentre cercava di aprire un varco in un campo minato. Riportato in Italia, dopo lunga degenza in luoghi di cura, fu posto in congedo assoluto nell'aprile 1943 ed iscritto nel Ruolo d’Onore (R.O.).  Decorato con la medaglia d'oro al valor militare a vivente fu nominato sottotenente di complemento nell'arma di fanteria R.O. nel 1957. Il 18 luglio 1962 decedette a Firenze in seguito ad un intervento chirurgico.